# Heavenly Voices
Heavenly Voices (zu Deutsch: „Himmlische Stimmen“) ist eine Bezeichnung, die Anfang der 1990er-Jahre ursprünglich als Marketingbegriff für die Leipziger Dark-Wave-Band Love Is Colder Than Death kreiert wurde und anschließend bei einer gleichnamigen, fünfteiligen Compilation-Serie zur Anwendung kam. Die damit titulierten Gruppen stammten primär aus den Bereichen Ethereal, Neoklassik, Neofolk, Folk, Pop, Alternative Rock, Trip-Hop, Weltmusik, New Age und zuletzt auch Metal.
Das Konzept der Compilation-Reihe, die zwischen 1993 und 1998 durch die Nürnberger Tonträgerfirma Hyperium Records veröffentlicht wurde, bestand darin, atmosphärische, mit weiblicher Stimme unterlegte Musikstücke in Form einer Anthologie zu vermarkten. Einige der Sängerinnen hatten bereits Erfahrungen in Gesangsunterricht gesammelt oder diesbezüglich ein Studium absolviert. Der Name Heavenly Voices wurde jedoch bald darauf stark kritisiert. Er stellte für die Bands – aufgrund der damit verbundenen hohen Erwartungshaltung seitens der Hörerschaft – eine deutliche Belastung dar.
Obwohl die Compilation-Reihe Ende der 1990er eingestellt wurde, etablierte die Bezeichnung sich wenig später weltweit als Marketingbegriff. Insbesondere Plattenfirmen wie Prikosnovénie (Frankreich), Projekt (USA) und Kalinkaland (Deutschland) nutzen sie für meist neoklassische oder weltmusik-orientierte Musikprojekte.
Ein Ableger der Heavenly-Voices-Reihe war Heavenly Grooves, der mit jeweils zwei Compilations (1996 und 1998) Künstler aus dem Trip-Hop-, Ambient- und Downtempo-Bereich abdeckte.

## Kompilationen
| Reguläre Veröffentlichungen | Sonder-Editionen |
| --- | --- |
| - 1993: Heavenly Voices Part I (Hyperium Records) Künstler: Stoa, Chandeen, Die Form, Annabelle’s Garden, Love Spirals Downwards, Attrition, u. a. - 1994: Heavenly Voices Part II (Hyperium Records) Künstler: Collection d'Arnell-Andrea, Sleeping Dogs Wake, Kirlian Camera, Donna Regina, u. a. - 1995: Heavenly Voices Part III (Hyperium Records) Künstler: Bel Canto, Faith & The Muse, Miranda Sex Garden, The 3rd and the Mortal, Qntal, u. a. - 1996: Heavenly Voices Part IV (Hyperium Records) Künstler: The Dreamside, Ataraxia, Heather Nova, Claire Voyant, La Floa Maldita, Stoa, u. a. - 1998: Heavenly Voices Part V (Hyperium Records) Künstler: Within Temptation, The Gathering, Rose Chronicles, Lacuna Coil, Liv Kristine, u. a. | - 1993: Heavenly Voices (Limitierte Doppel-CD-Box, Part I + Part II, Hyperium Records) Künstler: The Moon Seven Times, Gitane Demone, Ordo Equitum Solis, Sabotage Qu'est-ce Que C'est?, u. a. - 1994: Heavenly Voices (Französische Auflage mit ausgewählten Titeln, Semantic Records) Künstler: Love is Colder than Death, Dark Orange, Love Spirals Downwards, Black Tape for a Blue Girl, u. a. - 1997: Heavenly Voices (Separate Ausgabe mit renommierten Künstlern, EMI Electrola) Künstler: Kate Bush, Deep Forest, Adiemus, Moby, Enigma, In the Nursery, Clannad, Dead Can Dance, u. a. - 1998: Heavenly Voices (Amerikanische Auflage mit ausgewählten Titeln, Cleopatra Records) Künstler: Rise and Fall of a Decade, Ophelia's Dream, Stoa, Swandive, Anchorage, Chandeen, Die Form, u. a. |